# Üveges Gábor (képzőművész)
Üveges Gábor (Budapest, 1957. október 21. – Budapest, 2020. december 18. vagy előtte) képzőművész, egyetemi oktató.

## Életpályája
1976-ban a Képző- és Iparművészeti Szakközépiskolában érettségizett, festő szakon.  Érettségi után két évig a Magyar Állami Operaházban volt díszletfestő. Katonai szolgálatának letöltése után 1980-85-ig a Magyar Képzőművészeti Egyetem Festészeti Karára járt, mestere: Gerzson Pál. 1985-96-ig szabadfoglalkozású képzőművész, festészettel, szobrászattal, grafikával, művészetelmélettel foglalkozik. 1989-99-ig a Budapesti Művelődési Központ Rajz stúdiójának vezetője. 1996-tól a BME Építészmérnöki Karának Rajzi és Formaismereti Tanszékén egyetemi oktató. 2008-ban PhD fokozatot szerez. 
Fia, Péter 1991-ben született Budapesten. 
Életének 64. évében rövid betegség után 2020. december 18-án hunyt el.

## Grafikai munkák (válogatás)
- 1991 Csillagképes naptár, Magvető Kiadó
- 1991-96 Alkalmazott grafikai munkákat és több mint száz újság és könyvillusztrációt készített, többek között: Hamvas Béla, Jaroslav Hašek, Arthur Shnitzler, Bulat Okudzsava, Alberto Moravia, Henry Miller, Stefan Zweig műveihez.
- 1996 A Bank és Tőzsde c. folyóirat angol nyelvű, az Amerikai Egyesült Államokban megjelent számának címlapja

## Szobrászati munkák (válogatás)
- 1987. A Pannonhalmi Apátsági Könyvtár alapításának 250. évfordulója alkalmából megjelentetett emlékérem (Németh Ágnes szobrászművésszel)
- 1989 A Szilágyi Dezső téri Református templom újjáépítésének tiszteletére kiadott emlékérem (N. Á. szobrászművésszel)
- 1992 A Pannonhalmi Apátság emlékérme (N. Á. szobrászművésszel)
- 1994 A Sárospataki Árpád Gimnázium felépítésének tiszteletére kiadott emlékérem (N. Á. szobrászművésszel)
- 1996 Richard Wagner emlékérem (N.Á. szobrászművésszel)
- 1997 Százhalombatta város Pro Urbe emlékérme	(N. Á. szobrászművésszel)
- 1999 FOODAPEST Nívódíj
- 1999 FOODAPEST Sikerdíj (N. Á. szobrászművésszel)

## Köztéri munka
- 1996 Honfoglalási emlékoszlop, Sárospatak

## Festészeti és szobrászati kiállítások (válogatás)
- 1985 Bartók Galéria, Budapest
- 1986 Városi Képtár, Szentendre
- 1988 Vásárhelyi őszi tárlat, Hódmezővásárhely
- 1992 Aurea Galéria, Budapest
- 1994 Aurea Galéria, Budapest
- 1998 Magyar Építőművészek Székháza, Budapest
- 2000 Szegedi Táblaképfestészeti Biennálé, Szeged
- 2001 Óbudai Társaskör Galéria Budapest
- 2001 Toyamura International Sculpture Biennale, Japán
- 2002 „Könyv”  tematikus kiállítás, MAOE, Pécel
- 2010 Soxem Alapítvány Galériája, Budapest

## Művészet- és építészetelmélet, publikációk (válogatás)
Üveges Gábor – Németh Ágnes,
Képzőművészet az ezredvégen. A kortárs művészet és művészetelmélet aktuális kérdései.
Videóbeszélgetés sorozat a Moholy-Nagy László Képzőművészeti Stúdióban 1991-1997-ig.
A jelentős kortárs képzőművészekkel folytatott beszélgetések a kortárs művészet és művészetelmélet legfontosabb kérdéseit, a nemzetközi és a hazai szcéna legjelentősebb eseményeit és az adott művész életművét, törekvéseit tárgyalták.
- 1991

Képzőművészet az ezredvégen,
Videóbeszélgetés Bukta Imre festőművésszel.
Operatőr: Kiss-Tóth Ferenc
Képzőművészet az ezredvégen
Videóbeszélgetés Klimó Károly festőművésszel
Operatőr: Kiss-Tóth Ferenc
- 1992

Képzőművészet az ezredvégen
Videóbeszélgetés ef. Zámbó István festőművésszel
Operatőr: Raum Attila
Képzőművészet az ezredvégen
Videóbeszélgetés Szirtes János képzőművésszel
Operatőr: Raum Attila
- 1993

Képzőművészet az ezredvégen
Videóbeszélgetés Kő Pál szobrászművésszel
Operatőr: Gulyás János
Képzőművészet az ezredvégen
Videóbeszélgetés Dienes Gábor festőművésszel
Operatőr: Gulyás János
- 1994

Képzőművészet az ezredvégen
Videóbeszélgetés Váli Dezső festőművésszel
Operatőr: Raum Attila
- Képzőművészet az ezredvégen

Videóbeszélgetés El Kazovszkij festőművésszel
Operatőr: Gulyás János
- 1995

Képzőművészet az ezredvégen
Videóbeszélgetés Bak Imre festőművésszel
Operatőr: Raum Attila
Képzőművészet az ezredvégen
Videóbeszélgetés Jovanovics György szobrászművésszel
Operatőr: Gulyás János
- 1996

Képzőművészet az ezredvégen
Videóbeszélgetés Tölg-Molnár Zoltán festőművésszel
Operatőr: Nádorfi Lajos
- 1997

Képzőművészet az ezredvégen
Videóbeszélgetés Deim Pál festőművésszel
Operatőr: Nádorfi Lajos
Képzőművészet az ezredvégen
Videóbeszélgetés Lakner László festőművésszel
Operatőr: Nádorfi Lajos
- 2000

Molnár, Peity, Répás, Üveges:
Valóság – Gondolat – Rajz előadás a VAM Design Galéria „Arcok” sorozatában
- 2001

Üveges Gábor:
Absztrakció, hajlított tér az Építész Mesteriskola Konferenciája
Iparművészeti Egyetem, 2001. március 22-23.
Az összefoglaló megjelent: Két nap tanítás, az Építész Mesteriskola Konferencia kiadványa, 48-49. o.
- 2003

Üveges Gábor:
KÉP-TÉR-ARCHITEKTURA
Architektonikus gondolkodás síkon és térben, struktúra és térszervezés két és három dimenzióban, tanszéki  jegyzet.
- 2004

Üveges Gábor:
A kép architektúrája és az architektúra képe
Moholy-Nagy László konstruktivista festészete és Peter Eisenman dekonstruktivista építészete
UTÓIRAT – POST SCRIPTUM a régi- új Magyar Építőművészet melléklete 2004/5. 22-27. o.
Üveges Gábor:
A kép architektúrája és az architektúra képe II.
Geometria kontra organikus forma
Derékszög és hullámvonal, ráció és érzelem
MŰSZAKI SZEMLE – Erdélyi Magyar Műszaki Tudományos Társaság, 2004/28. 38-41. o.
Üveges Gábor:
Új analógiák a képzőművészeti és építészeti formaalkotásban
Előadás a BME Rajzi és Formaismereti Tanszék „Kontinuitás” című konferenciáján
- 2008

Gábor Üveges:
Mimezis and abstraction
PERIODICA POLYTECHNICA ARCHITECTURE 39/1 35-40. o.